# Brian Joo
Brian Minkyu Joo, (브라이언 민규 주?) (Los Angeles, 10 gennaio 1981), è un cantante sudcoreano, di origini statunitensi, ex membro del gruppo musicale Fly to the Sky.

## Carriera
Il debutto ufficiale di Brian risale al 21 novembre 1999, quando insieme a Hwanhee pubblica l'album Day by Day, a nome del gruppo musicale Fly to the Sky. All'interno del gruppo Brian Joo diventa colui che si occupa delle parti rap dei brani. Ciò però l'ha fatto sentire piuttosto a disagio con le qualità canore del collega Hwanhee, maggiormente apprezzato dal pubblico. Anche per tale ragione nel 2006, Brian Joo pubblica il suo primo album da solista The Brain, inizialmente pensato completamente in inglese, ma alla fine realizzato in coreano per mancanza di tempo. L'album ottiene la settima posizione degli album più venduti e vende 15,376 copie nel primo mese. In seguito allo scioglimento del gruppo, avvenuto nel 2009, ha pubblicato un secondo lavoro intitolato Manifold.

## Discografia

### Con i Fly to the Sky
- 1999 - Day By Day
- 2001 - 약속 (The Promise)
- 2002 - Sea of Love
- 2003 - Missing You
- 2005 - Gravity
- 2006 - Transition
- 2007 - No Limitations
- 2009 - Decennium

### Da solista
- 2006 - Volume 1 - The Brian
- 2009 - Volume 2 - Manifold